# Биллонг, Жан-Клод
Жан-Клод Биллонг (фр. Jean-Claude Billong; родился 28 декабря 1993 года, Париж, Франция) — французский футболист, защитник клуба «ЧФР Клуж».

## Клубная карьера

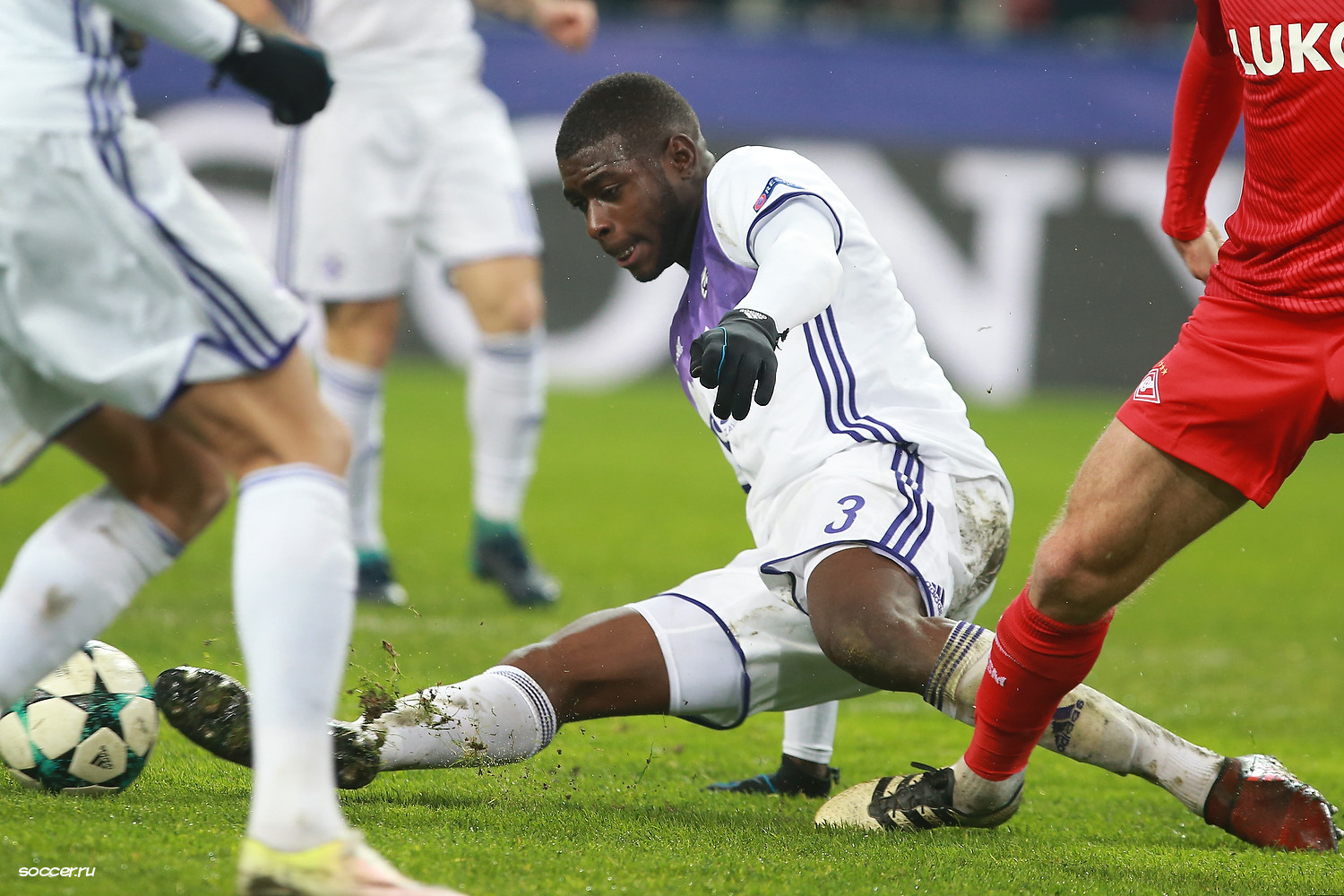
Биллонг в составе «Марибора»

Биллонг — воспитанник клуба «Кретей». В 2010 году он присоединился к «Манту», а спустя четыре года недолго играл за дублёров американского «Нью-Йорк Ред Буллз». В 2015 году Жан-Клод подписал контракт с португальским клубом «Лейшойнш». Летом 2016 года Биллонг перешёл в словенский «Рудар» из Веленье. 16 июля в матче против «Кршко» он дебютировал в чемпионате Словении. 14 августа в поединке против столичной «Олимпии» Жан-Клод забил свой первый гол за «Рудар».
Летом 2017 года Биллонг перешёл в «Марибор», подписав контракт на три года. 15 июля в матче против «Алюминия» он дебютировал за новую команду. 22 сентября в поединке против «Алюминия» Жан-Клод забил свой первый гол за «Марибор».
В начале 2018 года Биллонг перешёл в итальянский «Беневенто». Сумма трансфера составила 2 млн евро. 6 января в матче против «Сампдории» он дебютировал в итальянской Серии A, заменив во втором тайме Андреа Косту.